# Canala magna
Espèce
Synonymes
- Epimecinus magnus Berland, 1924

Canala magna est une espèce d'araignées aranéomorphes de la famille des Desidae.

## Distribution
Cette espèce est endémique de Nouvelle-Calédonie. Elle se rencontre sur le mont Canala.

## Description
La carapace du mâle décrit par Gray en 1992 mesure 3,60 mm de long et celle de la femelle 5,10 mm.

## Publication originale
- Berland, 1924 : Araignées de la Nouvelle-Calédonie et des iles Loyalty. Nova Caledonia. Zoologie, vol. 3, p. 159-255 (texte intégral).